# Kay Lee Ray
Kayleigh Rae (* 11. August 1992 in Glasgow, Schottland) ist eine schottische Wrestlerin. Sie steht derzeit bei der WWE unter Vertrag und tritt regelmäßig in deren Show SmackDown auf. Ihr bislang größter Erfolg ist der Erhalt der NXT UK Women’s Championship.

## Wrestling-Karriere

### Independent Promotions (seit 2009)
Kay Lee Ray gab am 30. Mai 2009 ihr professionelles Wrestling-Debüt, hier verlor sie einen Battlezone Rumble. Ihr erstes Einzelmatch war gegen Vyper, dieses verlor sie jedoch. Am 28. Februar 2015 besiegte sie Candice LeRae, Nixon Newell und Saraya Knight und gewann die SWE Queen of Southside Championship. Am 24. Oktober 2015 verlor Ray die Meisterschaft gegen Newell. Während dieser Zeit trat sie auch für diverse andere Promotions an, unter anderem für What Culture Pro Wrestling, Insane Championship Wrestling, Pro-Wrestling: EVE, Shimmer Women Athletes und viele mehr. In diversen Promotions konnte sie sich zahlreiche Titel sichern.

### World Wrestling Entertainment (seit 2019)
Am 12. Januar 2019 wurde bekannt gegeben, dass sie einen Vertrag bei der WWE unterschrieben hat. Am 13. März gab Ray ihr NXT UK In Ring Debüt und besiegte Candy Floss. In der Folge von NXT UK vom 19. Juni gewann Ray eine Battle Royal und wurde die nächste Herausforderin für den NXT UK Women’s Championship. Am 31. August 2019 gewann sie den Titel von Toni Storm. Am 23. November 2019, nahm sie am ersten War Games Match der Frauen teil. Sie konnte dies jedoch mit ihrem Team nicht gewinnen. Die Regentschaft hielt 649 Tage und verlor den Titel, schlussendlich am 10. Juni 2021 an Meiko Satomura.
Am 22. August 2021 erschien sie bei NXT TakeOver: 36 und lieferte sich einen Staredown mit Raquel González. Am 24. August 2021 debütierte sie bei NXT und gewann ihr Debüt-Match. Am 22. März 2022 gewann sie zusammen mit Io Shirai das Finale der Women’s Dusty Rhodes Tag Team Classic. Somit sicherte sie sich ein Chance auf die NXT Women’s Championship. Das Match um den Titel erhielt sie am 2. April 2022 bei NXT Stand & Deliver (2022), dies konnte sie jedoch nicht gewinnen. Am 17. April 2022 wurde ihr Ringname zu Alba Fyre geändert. Sie begann eine Fehde mit Isla Dawn, welche sie verlor. Am 31. Januar 2023 verbündete sie sich mit Dawn. Am 1. April 2023 gewannen sie bei NXT Stand & Deliver (2023) die NXT Women’s Tag Team Championship, hierfür besiegten sie Fallon Henley und Kiana James.
Am 28. April 2023 wurde sie zu SmackDown gedraftet. Die Regentschaft hielt 83 Tage und verloren die Titel am 23. Juni 2023 an Ronda Rousey und Shayna Baszler in einem Title Unification Match.

## Titel und Auszeichnungen
- World Wrestling Entertainment
  - NXT UK Women’s Championship (1×)
  - NXT Women’s Tag Team Championship (1×) mit Isla Dawn
  - Dusty Rhodes Women’s Tag Team Classic (mit Io Shirai 2022)
  - WWE Woman´s Tag Team Championship (1×) mit Isla Dawn

- What Culture Pro Wrestling
  - What Culture Pro Wrestling Women's Championship (1×)

- Insane Championship Wrestling
  - Fierce Females/Scottish Women's Championship (1×)
  - ICW Women's Championship (3×)

- Pro-Wrestling: EVE
  - Pro-Wrestling: EVE Championship (1×)

- Shimmer Women Athletes
  - ChickFight Tournament (2015)

- Southside Wrestling Entertainment
  - Queen of Southside Championship (3×)
  - SWE Speed King Championship (1×)

- World of Sport Wrestling
  - WOS Women's Championship (1×)

- Pro Wrestling Illustrated
  - Nummer 28 der Top 50 Wrestlerinnen in der PWI 50 in 2016